# Tid för hjältar
Tid för hjältar (engelska: The Great Waldo Pepper) är en amerikansk dramafilm från 1975 i regi av George Roy Hill. I huvudrollerna ses Robert Redford, Margot Kidder, Bo Svenson, Edward Herrmann och Susan Sarandon.

## Rollista i urval
- Robert Redford - Waldo Pepper
- Bo Svenson - Axel Olsson
- Bo Brundin - Ernst Kessler
- Susan Sarandon - Mary Beth
- Geoffrey Lewis - Newt Potts
- Edward Herrmann - Ezra Stiles
- Philip Bruns - Doc Dillhoefer
- Roderick Cook - Werfel
- Kelly Jean Peters - Patsy
- Margot Kidder - Maude Stiles
- Roderick Cook - Werfel
- Scott Newman - Duke
- James S. Appleby - Ace
- Patrick W. Henderson - Scooter